# Ercole Spada
Pour les articles homonymes, voir Spada (homonymie).
Ercole Spada, né le 26 juillet 1937 à Busto Arsizio (Lombardie) et mort le 3 août 2025 à Sestrières (Piémont), est un designer automobile italien.
Ses créations les plus notables datent des années 1960, pour la maison de design Zagato, où Ercole Spada est styliste en chef. Durant cette période, il réalise des voitures sportives pour Aston Martin, Ferrari, Maserati, ainsi qu'Alfa Romeo, Abarth, Fiat et Lancia.

## Biographie
Ercole Spada obtient un diplôme en génie industriel de l'Istituto tecnico Feltrinelli en 1956. Après un service militaire, il rejoint Zagato, en février 1960. Le premier modèle qu'il crée est l'Aston Martin DB4 GT Zagato. Ses dessins sont reconnus comme majeurs par ses collègues designers ainsi que par les générations de nouveaux créateurs. Un exemple de l'attraction de l'œuvre d'Ercole Spada est celle de la Mazda MX-3, qui vise à capturer la magie de l'Alfa Romeo Giulia TZ, selon ses créateurs. Peu avant de quitter Zagato, Ercole Spada conçoit l'une des voitures les plus modernes de l'époque, l'Alfa Romeo Junior Z, ainsi que la populaire et spectaculaire Lancia Fulvia Sport. Ercole Spada rejoint Ford en 1970 pour devenir le designer en chef à la maison italienne de conception Ghia. Cela a conduit à la création de la fameuse Ford GT70.

### BMW
Après avoir quitté Ford et après un court séjour chez Audi, Ercole Spada rejoint le centre de conception BMW en tant que chef styliste en 1976. Au cours de son séjour avec BMW, Ercole Spada conçoit les nouvelles BMW Série 7 E32 (1986-1994), et BMW Série 5 E34 (1988-1996) avec Claus Luthe.

### I.DE.A
En 1983, Ercole Spada part pour diriger une maison de design italien : I.DE.A Institute, où il conçoit une série de voitures compactes et de luxe, pour Fiat le duo Tipo et Tempra, la Lancia Dedra et Delta II ainsi que le Kappa. D'autres projets incluent l'Alfa Romeo 155 et la Daihatsu Move. Ercole Spada remporte les plus importants contrats de conception pour Fiat, le mettant en concurrence directe avec son compatriote designer italien Giorgetto Giugiaro.

### Zagato
Revenant à Zagato en 1992, Ercole Spada apporte avec lui une nouvelle énergie créatrice, qui conduit à l'introduction de la Ferrari FZ93, basée sur la carrosserie et le moteur d'une Ferrari 512 TR, ainsi que d'autres conceptions notables.
Ercole Spada continue ensuite de travailler en tant que designer. Il rejoint son fils, Paulo Spada, pour créer Spadaconcept, une nouvelle maison de conception visant à l'automobile et le design industriel.

## Galerie

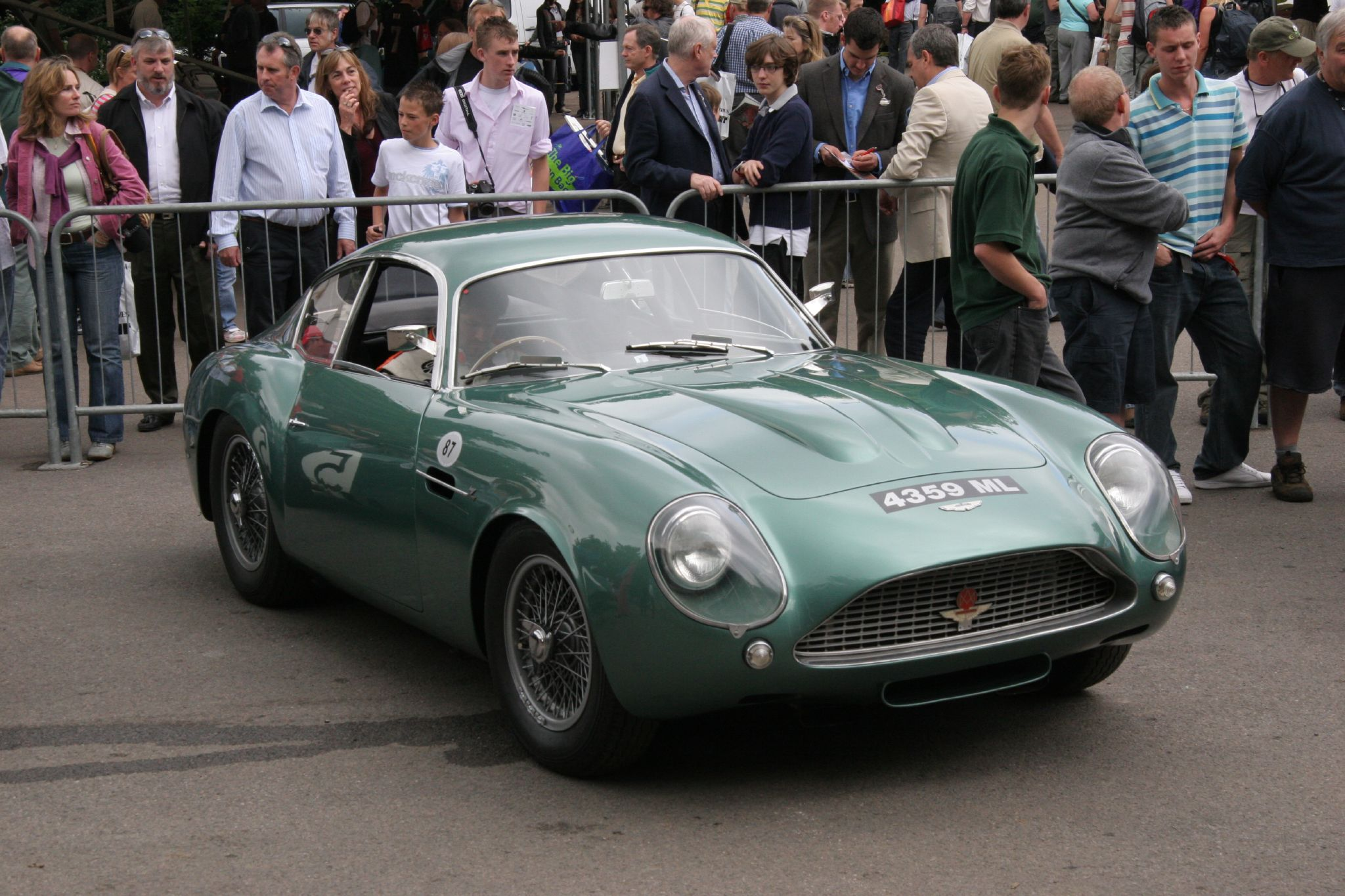
Aston Martin DB4 GT Zagato dessinée par Ercole Spada.
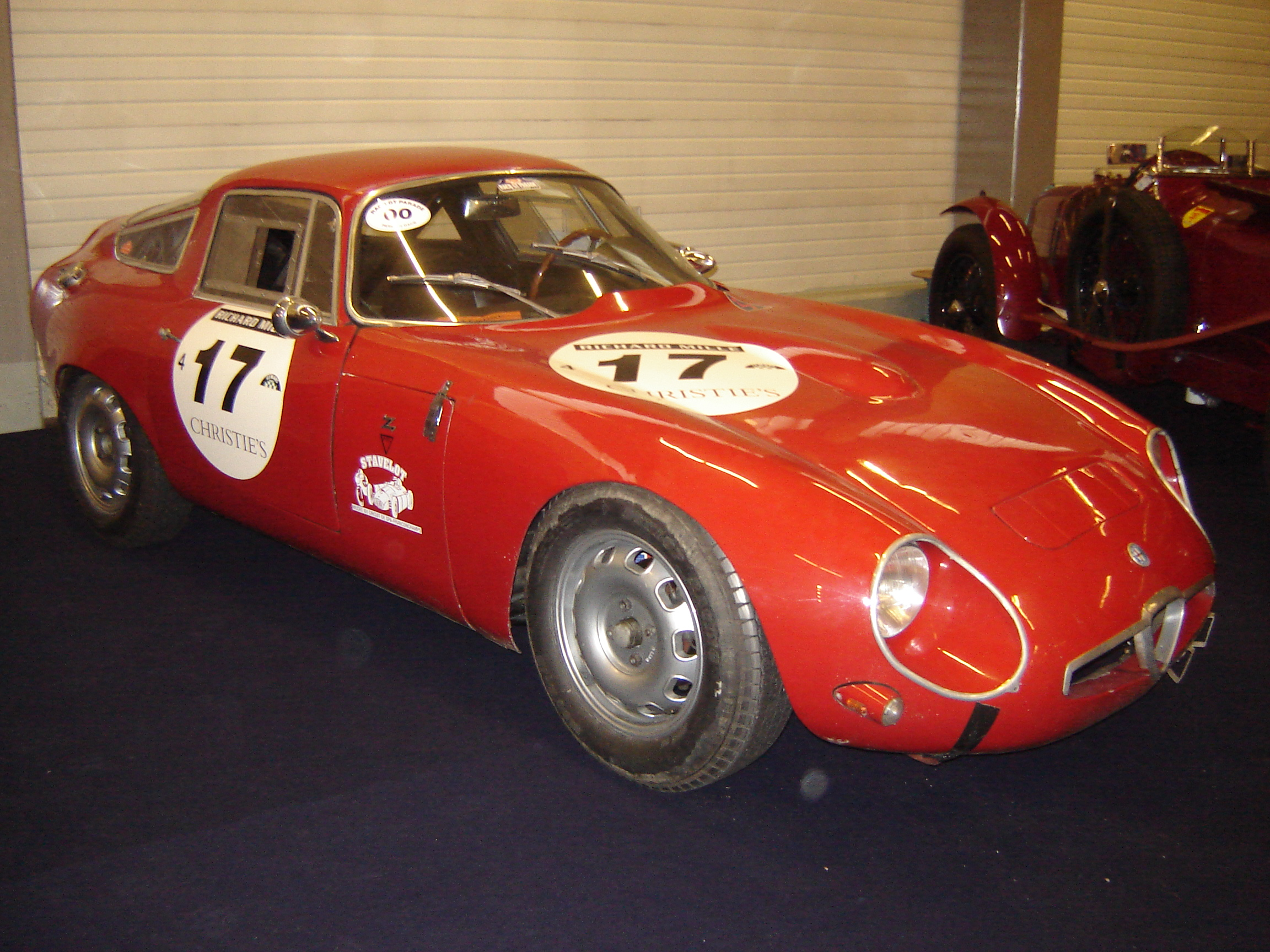
Alfa Romeo Giulia TZ (Tubolare Zagato).
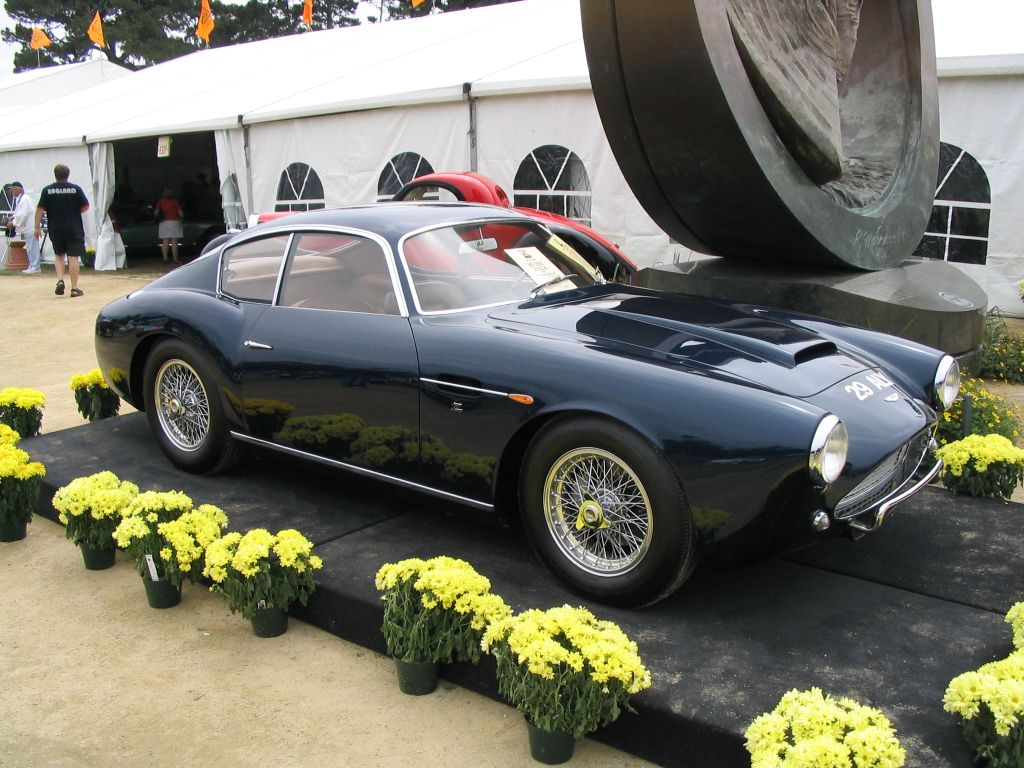
Aston Martin DB4 GT Zagato.
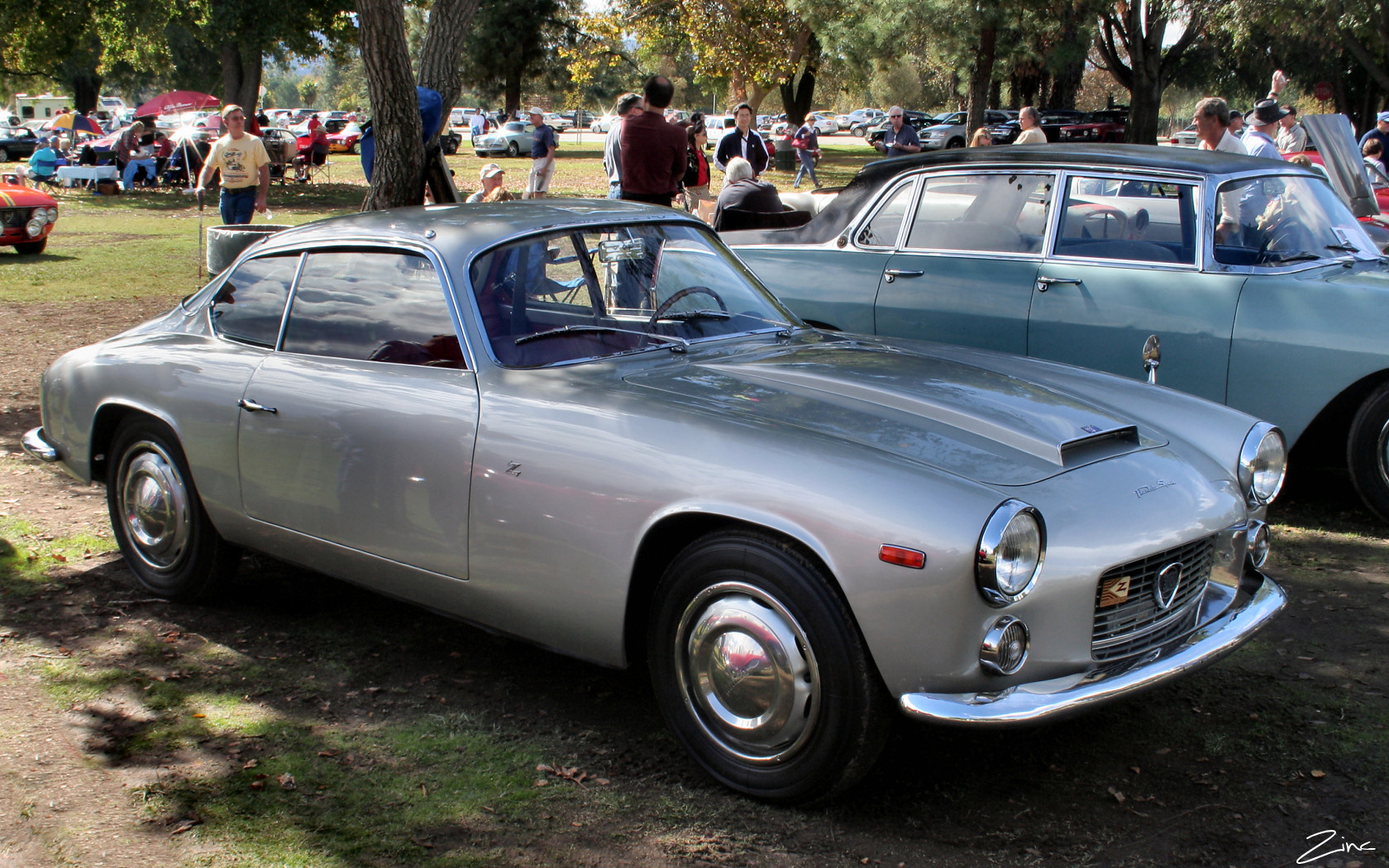
Lancia Flaminia Sport Zagato (1963).
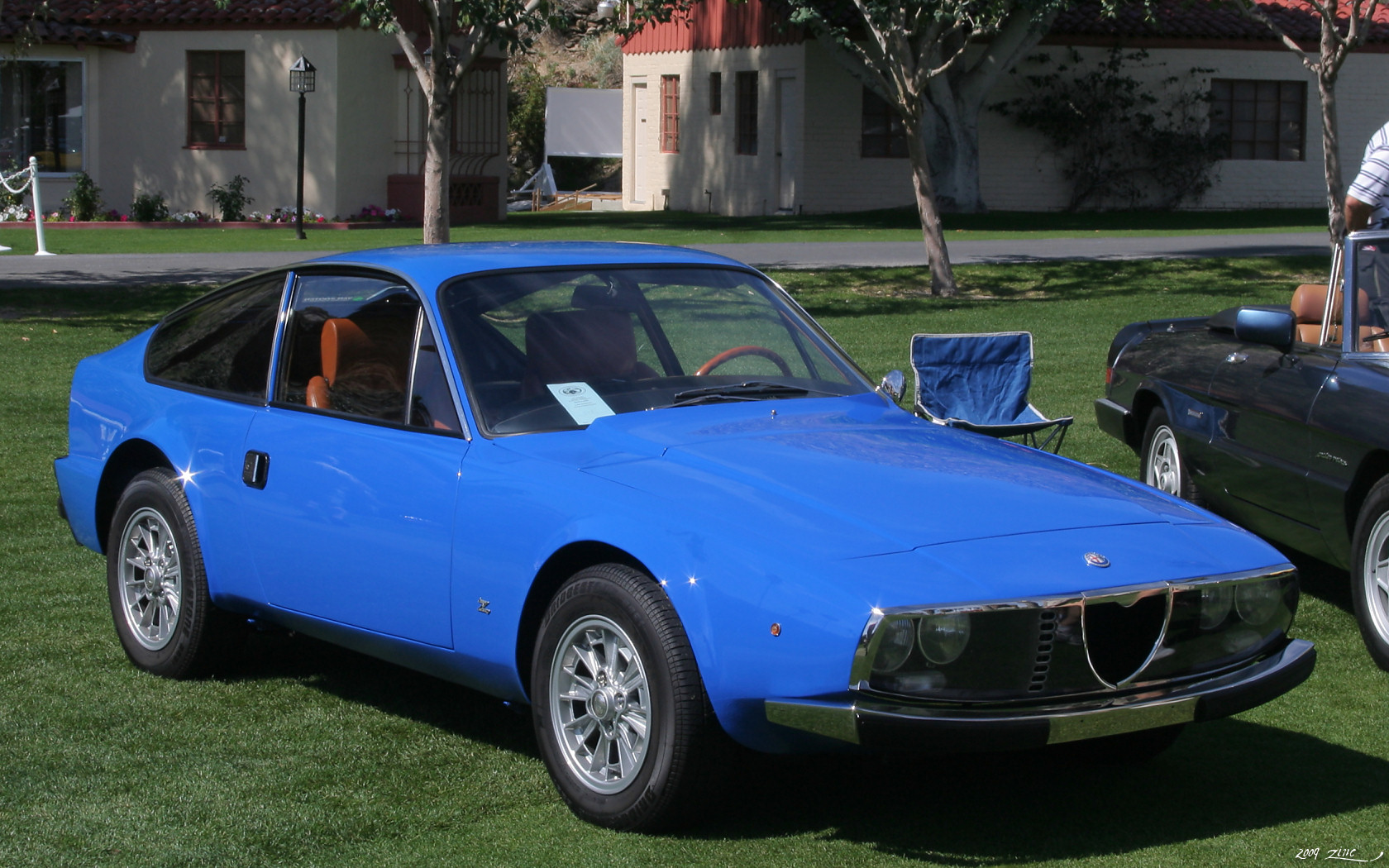
Alfa Romeo Junior Zagato (1969).
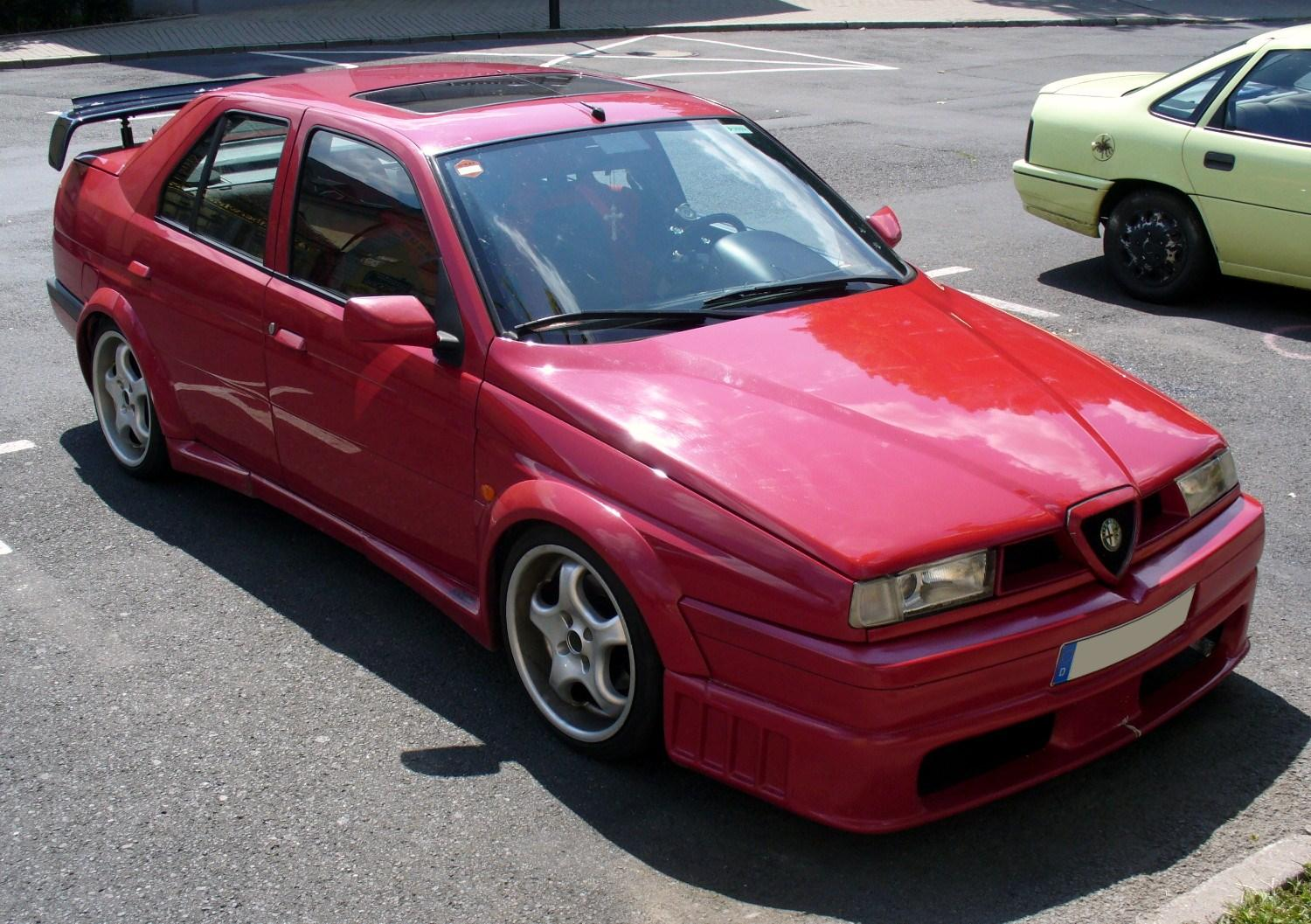
Alfa Romeo 155 DTM.
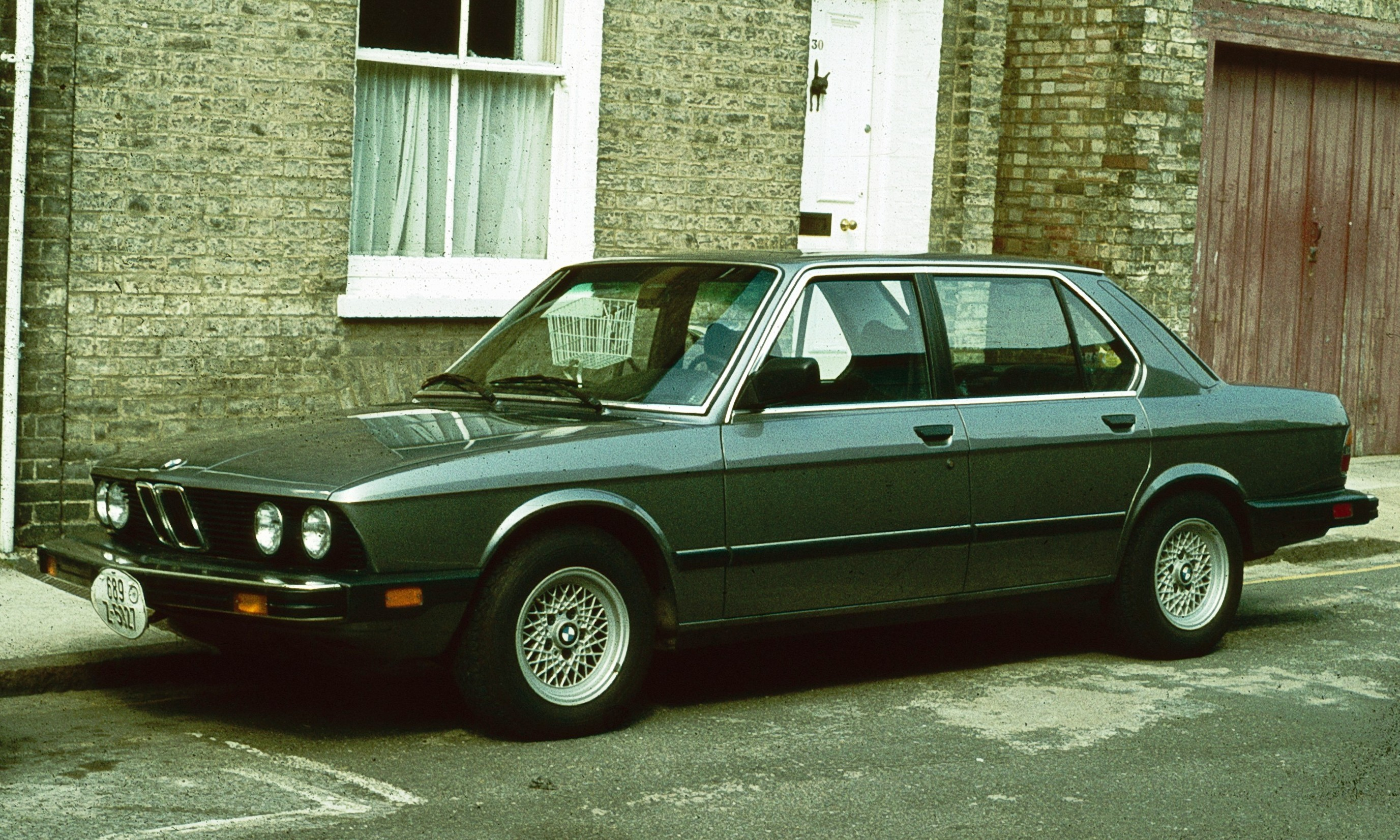
BMW Série 5 E28.
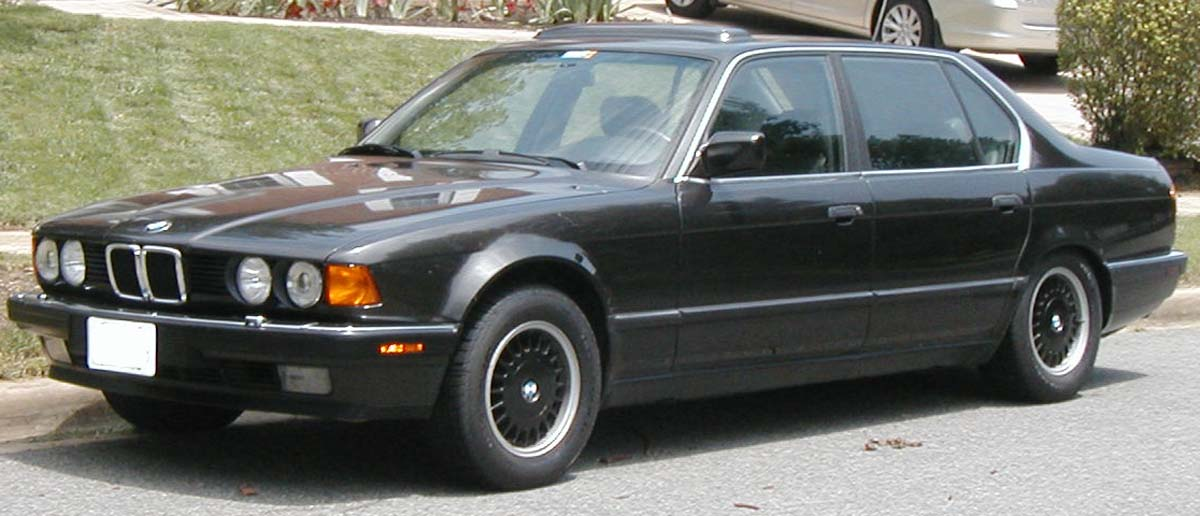
BMW Série 7 E32.
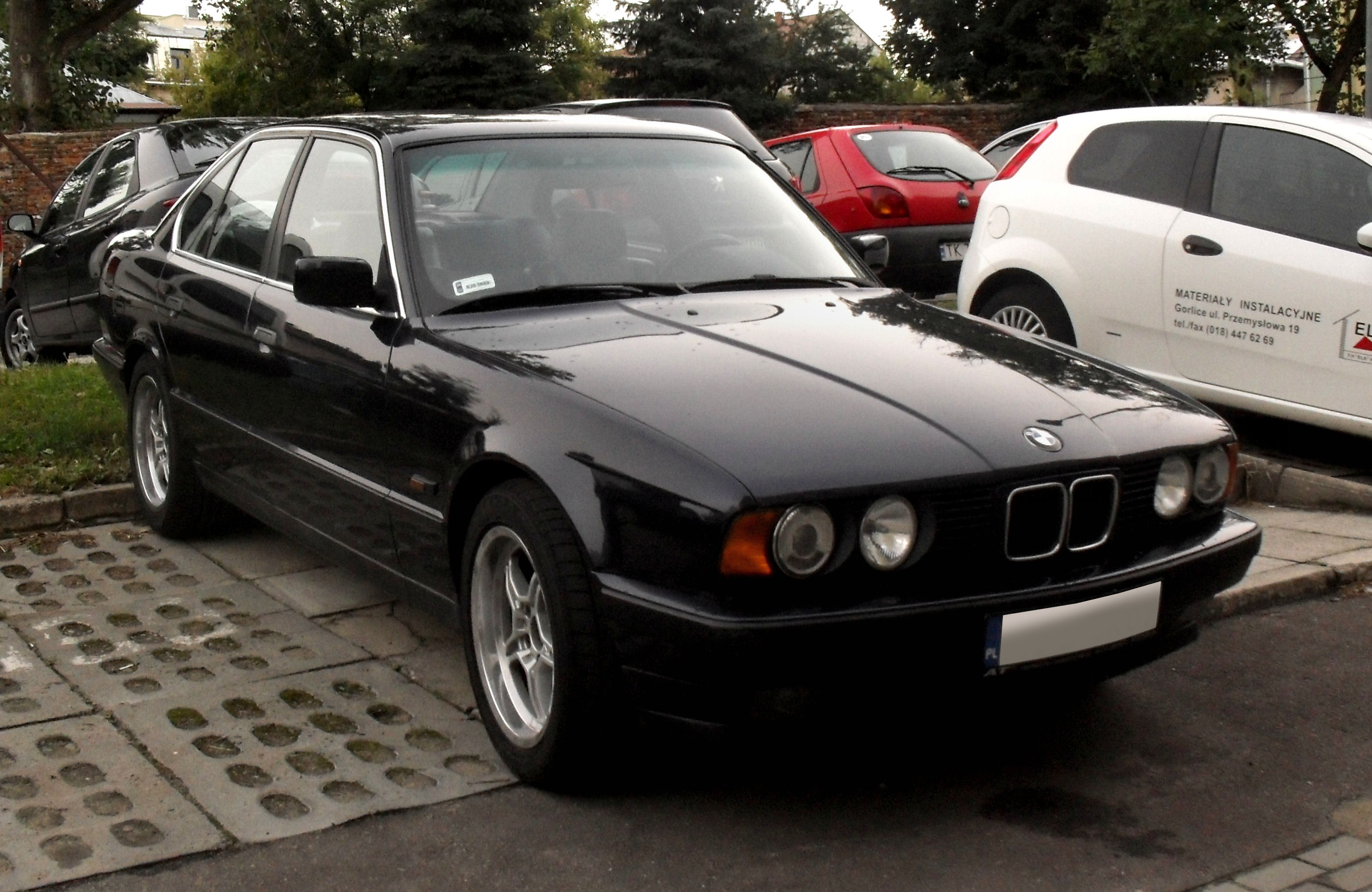
BMW Série 5  E34.

## Conceptions notables
- 1960 : Aston Martin DB4 GT Zagato
- 1960 : Alfa Romeo Giulietta SZ
- 1960 : O.S.C.A. 1600 GTZ
- 1962 : Alfa Romeo 2600 SZ
- 1962 : Lancia Flavia Sport
- 1963 : Alfa Romeo Giulia TZ
- 1963 : Lancia Flaminia Super Sport
- 1965 : Lancia Fulvia Sport
- 1967 : Rover 2000 TCZ
- 1969 : Alfa Romeo Junior Z
- 1969 : Volvo GTZ (en) 2000
- 1970 : Ford GT70
- 1988 : Fiat Tipo
- 1989 : Lancia Dedra
- 1990 : Fiat Tempra
- 1992 : Alfa Romeo 155
- 1993 : Lancia Delta
- 1993 : Nissan Terrano II
- 1993 : Ferrari FZ93
- 1994 : Lancia Kappa
- 2001 : O.S.C.A. 2500 GT Dromos
- 2008 : Spada Codatronca (en)